# منتانا جردن
مُنتانا جردن (انگلیسی: Montana Jordan؛ زاده ۸ مارس ۲۰۰۳) بازیگر آمریکایی است. او بیشتر به خاطر بازی در نقش جرجی کوپر در شلدون جوان شناخته شده‌است.

## زندگی‌نامه
جردن در لانگویو، تگزاس متولد شده‌است و در اور سیتی، تگزاس بزرگ شده‌است. در اکتبر سال ۲۰۱۵، او برای نخستین نقش خود از بین ۱۰٬۰۰۰ متقاضی نقش جیدن در فیلمی به کارگردانی جودی هیل به نام «میراث یک شکارچی گوزن دم‌سفید» که در آن جاش برولین نقش پدرش را بازی می‌کند ، انتخاب شد. این فیلم مارس ۲۰۱۸ منتشر شد.
در مارس ۲۰۱۷، جردن به عنوان برادر بزرگتر شلدون کوپر، جرج «جرجی» کوپر جونیور در اسپین‌آف تئوری بیگ بنگ، به نام شلدون جوان انتخاب شد. او در چهل و نهمین دوره جایزه هنرمند جوان، برای بهترین بازی در نقش مکمل یک مجموعه تلویزیونی، نامزد شد که دیلان داف از نوجوانان ۱۰۱ برنده آن شد.

## فیلم‌شناسی

### فیلم
| سال  | عنوان                       | نقش         | یادداشت |
| ---- | --------------------------- | ----------- | ------- |
| ۲۰۱۸ | میراث یک شکارچی گوزن دم‌سفید | جیدن فرگوسن |         |

### تلویزیون
| سال      | عنوان         | نقش                    | یادداشت                      |
| -------- | ------------- | ---------------------- | ---------------------------- |
| ۲۰۱۷-حال | شلدون جوان    | جرج "جرجی" کوپر جونیور | نقش اصلی                     |
| ۲۰۱۸     | تئوری بیگ بنگ | جورجی کوپر             | قسمت: «روشنایی نوار ویدئویی» |

## جوایز و نامزدی‌ها
| سال  | جایزه             | دسته‌بندی                                               | نامزد      | نتیجه    | منبع |
| ---- | ----------------- | ------------------------------------------------------ | ---------- | -------- | ---- |
| ۲۰۱۸ | جایزه هنرمند جوان | بهترین بازی در یک سریال تلویزیونی - بازیگر مکمل نوجوان | شلدون جوان | نامزدشده |      |